# Anthologie
Cet article concerne la littérature. Pour les séries télévisées de type anthologie, voir Anthologie (série télévisée).
« Recueil » redirige ici. Pour le livre de chant, voir Parolier (recueil).
 (février 2021).
Si vous disposez d'ouvrages ou d'articles de référence ou si vous connaissez des sites web de qualité traitant du thème abordé ici, merci de compléter l'article en donnant les références utiles à sa vérifiabilité et en les liant à la section « Notes et références ».

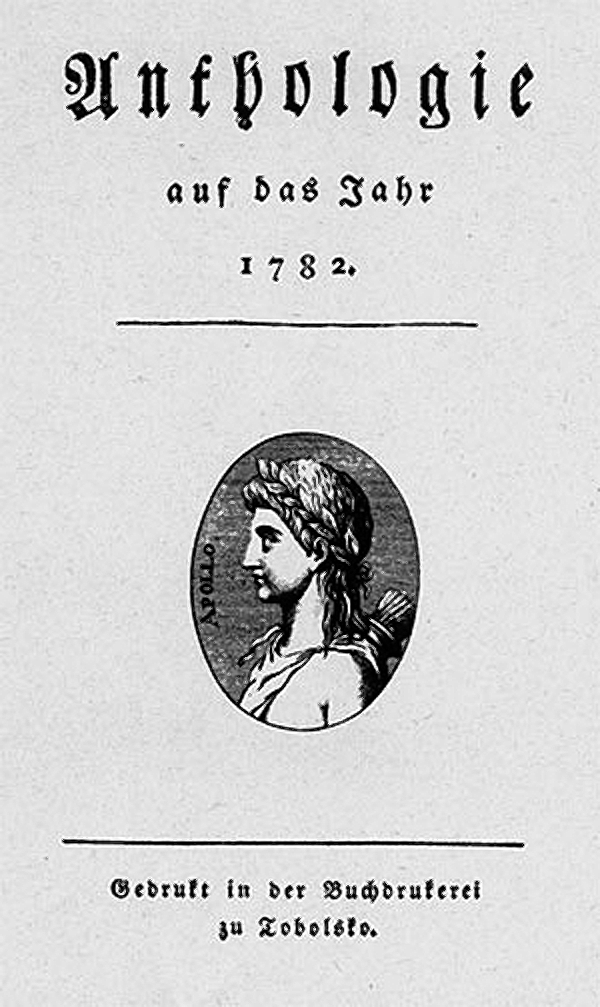
Couverture d'une anthlogie allemande

Une anthologie est un recueil de textes ou de morceaux choisis partageant les mêmes caractéristiques : thèmes, genres, styles, langues, origines géographiques, auteurs, etc. Un exemple littéraire ancien est l’Anthologie grecque, un autre musical relativement récent est The Beatles Anthology.
En littérature, qu'elle soit en prose ou en vers, le terme de florilège peut être utilisé comme synonyme de celui d'anthologie, ou, dans un sens plus didactique, celui de chrestomathie.
En musique, on parlera aussi de best of ou le meilleur de pour désigner une compilation des meilleurs morceaux d'un groupe ou d'un artiste.

## Étymologie
Le mot est un emprunt au grec ancien ἀνθολογία / anthología, « Cueillette des fleurs », dérivé du verbe ἀνθολογῶ / anthologỗ, « cueillir des fleurs, recueillir, rassembler », composé lui-même de ἄνθος / ánthos, « fleur » et λέγω / légo, « rassembler » ; ou encore, au sens figuré d'un recueil de textes littéraires choisis, des mots ἄνθος / ánthos, « fleur », et λόγος / lógos, « discours ».
Il est entré dans la langue française au XVIIe siècle avec l’acception de « recueil de textes choisis », une référence à l'une des plus anciennes anthologies connues, la Couronne (Στέφανος / Stéphanos) de Méléagre de Gadara, dont l'introduction compare chaque poète à une fleur.

## Histoire moderne en littérature
Au Moyen Âge se multiplient les florilèges d'auteurs classiques ; le plus célèbre est sans doute le Florilegium Gallicum, composé à Orléans au XIIe siècle. Les florilèges se sont particulièrement développés et multipliés à partir du XIIIe siècle en tant qu'outil de prédication : en effet, on observe à cette période une multiplication de recueils sélectionnant et agençant divers sermons ou exempla, majoritairement selon un public cible, afin d'aider les prédicateurs dans leurs tâches.
À la Renaissance, un florilège extrêmement célèbre est la Polymathe dont la première version est parue en 1503 et qui a été constamment revue et augmentée durant plus de 150 ans. Plus qu'une simple anthologie, c'est une « poly-anthologie », qui regroupe des citations de divers genres sur des thèmes classés en ordre alphabétique.

## Séries télévisées
Le terme « anthologie » (anglicisme, d'après anthology series)[réf. nécessaire] est une série télévisée dans laquelle la structure narrative est identique et répétitive entre les épisodes ou les saisons, sans personnages récurrents, mais surtout qui s'insère dans un cadre générique, ayant une thématique, un genre, un esprit communs. Comme dans d'autres séries bouclées, chaque épisode ou saison est indépendant et raconte une histoire complète originale, ce qui en fait un véritable téléfilm.